# Achim Kirschning
Joachim „Achim“ Kirschning (* 5. Januar 1952) ist ein deutscher Musiker und Komponist, der von 1973 bis 1974 als Keyboarder Mitglied bei den Scorpions war.

## Leben
Zunächst spielte Achim Kirschning zusammen mit Jürgen Rosenthal, Uli Jon Roth und Francis Buchholz in der Gruppe Dawn Road, die 1973 in den Scorpions aufging. Gemeinsam mit Rudolf Schenker und Klaus Meine unterzeichneten sie einen Plattenvertrag mit RCA Records und nahmen die Langspielplatte Fly to the Rainbow auf sowie ein Jahr später die Folgestudio-LP In Trance. Als festes Mitglied der Scorpions zählte Kirschning jedoch nicht. Auf beiden genannten Alben wird ihm gedankt (Special thanks to Achim Kirschning) für das Spielen von: „Orgel, Mellotron, Synthesizer und Keyboards“.
Für das Album Serene der gleichnamigen Band, zeichnete Kirschning nicht nur als Keyboarder, sondern auch als Komponist und Texter verantwortlich.
Kirschning war später als Lehrer tätig und zwischen 1990 und 2013 Rektor der Robert-Koch-Realschule in Langenhagen.

## Diskografie

### Scorpions
- 1974: Fly To The Rainbow
- 1975: In Trance
- 1984: The Best of Scorpions Vol. 2

### Serene
- 1979: Serene[4]